# Eduardo Porfirio Patiño Leal

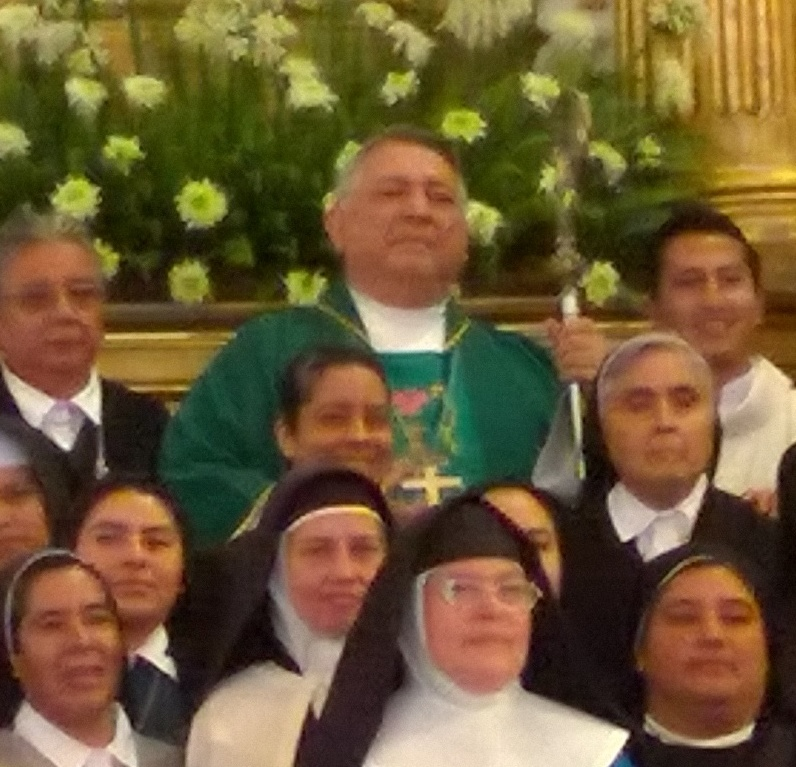
Bischof Eduardo Patiño

Eduardo Porfirio Patiño Leal (* 22. November 1949 in Monterrey) ist ein mexikanischer Geistlicher und emeritierter römisch-katholischer Bischof von Córdoba.

## Leben
Eduardo Porfirio Patiño Leal empfing am 28. Mai 1977 die Priesterweihe für das Erzbistum Monterrey.
Papst Johannes Paul II. ernannte ihn am 15. April 2000 zum ersten Bischof des mit gleichem Datum errichteten Bistums Córdoba. Die Bischofsweihe spendete ihm der Erzbischof von Monterrey, Adolfo Antonio Kardinal Suárez Rivera, am 14. Juni desselben Jahres; Mitkonsekratoren waren Sergio Obeso Rivera, Erzbischof von Jalapa, und Leonardo Sandri, Apostolischer Nuntius in Mexiko.
Papst Franziskus nahm am 4. Juli 2020 seinen vorzeitigen Rücktritt an.